# 元中
元中（）は、日本の南北朝時代の元号の一つ。南朝方で使用された。弘和の後、明徳の前。1384年から1392年までの期間を指す。この時代の天皇は、南朝方が後亀山天皇、北朝方が後小松天皇。室町幕府将軍は足利義満。

## 改元
- 弘和4年4月28日（ユリウス暦1384年5月18日）[1] 後亀山天皇の即位および甲子革令に当たるため改元
- 元中9年閏10月5日（ユリウス暦1392年11月19日） 南北朝合一に伴って廃止。北朝の元号「明徳」に統一される。

## 元中年間の出来事
※ 南朝関係に限る。
元年（1384年）
- 7月4日 - 菊池武朝・葉室親善が累代の戦功を記した申状を奏上する（弘和4年の年号を使用）。

2年（1385年）
- 6月 - 南朝（征西府か）の多くの軍士が援兵を借りるために高麗へ渡るという。
- 9月10日 - 長慶上皇が高野山丹生社に宸筆の「雌雄」願文（国宝）を奉納する。

3年（1386年）
- 4月5日 - 長慶上皇が二見越後守に院宣を下し、紀伊静川荘領家職を知行させる（最後の院宣）。
- 5月27日〜29日 - 小山若犬丸が下野祇園城で挙兵し、守護代木戸修理亮を破る。

4年（1387年）
- 7月19日 - 上杉朝宗が足利氏満の命で常陸小田城を攻撃し、小田孝朝を敗走させる。

5年（1388年）
- この春 - 楠木正勝（正秀とも）が河内で挙兵するも、山名氏清に敗れて退却する（平尾合戦）。

6年（1389年）
- 1月 - 花山院長親が自らの家集『耕雲千首（英語版）』を書写し、序でにその奥書を加える。
- 3月1日 - 北畠顕泰が北伊勢を攻撃するも、一色詮範・仁木義長が防戦する。
- 3月18日 - 後亀山天皇が阿蘇惟政に綸旨を下し、後征西将軍宮への忠勤を促す。

7年（1390年）
- この春 - 楠木氏・和田氏が河内落合で北軍の山名氏・畠山氏と交戦するという。
- 9月 - 今川貞臣が肥前深堀氏らの援軍を率いて肥後宇土城・河尻城を陥落する。

8年（1391年）
- 9月 - 後征西将軍宮・名和顕興が今川貞臣と一時講和を結び、八代城を明け渡す。
- 10月8日 - 五条頼治が津江・矢部の間に拠守し、大友親世の一族と交戦して撃退する。

9年（1392年）
- 1月18日？ - 楠木正勝・正元が河内千早城で畠山基国と交戦するも敗走する。
- 10月13日 - 将軍足利義満が阿野実為へ請文を送り、南北朝講和の条件を提示する。
- 10月28日 - 後亀山天皇と廷臣・武士らが三種の神器を奉じて吉野行宮を出立する。
- 閏10月2日 - 後亀山天皇が京都に還御し、嵯峨大覚寺に入る。
- 閏10月5日 - 後亀山天皇が譲位し、北朝が三種の神器を接収する（南北朝合一）。

10年（1393年）以降
- 九州征西府や東国新田氏を中心とする南朝勢力の間では、合一後もなお「元中」年号が使用され続けた。具体例としては、『阿蘇文書』に元中10年（1393年）、『五条家文書』に同11年（1394年）・同12年（1395年）、『市河文書』に同14年（1397年）[2]、『日枝神社文書』に同18年（1401年）の各年紀を持つ文書がある。

### 死去
2年（1385年）
- 8月10日？ - 宗良親王、後醍醐天皇の皇子・征夷大将軍（* 応長元年）

3年（1386年）
- 6月6日？ - 北畠顕統、公卿

4年（1387年）
- 7月2日？ - 足利直冬、武将

6年（1389年）
- 月日不明 - 近衛経家、公卿（* 元弘2年）

7年（1390年）
- 閏3月22日 - 無文元選、臨済宗僧・後醍醐天皇の皇子（* 元亨3年）

8年（1391年）
- 6月？ - 新宣陽門院、皇族・女院（* 興国6年？）
- 8月22日？ - 楠木正儀、武将（* 元徳2年）

## 西暦との対照表
※は小の月を示す。
| 元中元年（甲子） | 一月      | 二月  | 三月※ | 四月    | 五月  | 六月※   | 七月  | 八月※ | 九月  | 閏九月※ | 十月※   | 十一月   | 十二月※   |
| 至徳元年         | 一月      | 二月  | 三月※ | 四月    | 五月  | 六月※   | 七月  | 八月※ | 九月  | 閏九月※ | 十月※   | 十一月   | 十二月※   |
| ---------------- | --------- | ----- | ----- | ------- | ----- | ------- | ----- | ----- | ----- | ------- | ------- | -------- | --------- |
| ユリウス暦       | 1384/1/23 | 2/22  | 3/23  | 4/21    | 5/21  | 6/20    | 7/19  | 8/18  | 9/16  | 10/16   | 11/14   | 12/13    | 1385/1/12 |
| 元中二年（乙丑） | 一月      | 二月※ | 三月  | 四月    | 五月※ | 六月    | 七月※ | 八月  | 九月  | 十月※   | 十一月  | 十二月※  |           |
| 至徳二年         | 一月      | 二月※ | 三月  | 四月    | 五月※ | 六月    | 七月※ | 八月  | 九月  | 十月※   | 十一月  | 十二月※  |           |
| ユリウス暦       | 1385/2/10 | 3/12  | 4/10  | 5/10    | 6/9   | 7/8     | 8/7   | 9/5   | 10/5  | 11/4    | 12/3    | 1386/1/2 |           |
| 元中三年（丙寅） | 一月※     | 二月  | 三月※ | 四月    | 五月※ | 六月    | 七月  | 八月※ | 九月  | 十月    | 十一月※ | 十二月   |           |
| 至徳三年         | 一月※     | 二月  | 三月※ | 四月    | 五月※ | 六月    | 七月  | 八月※ | 九月  | 十月    | 十一月※ | 十二月   |           |
| ユリウス暦       | 1386/1/31 | 3/1   | 3/31  | 4/29    | 5/29  | 6/27    | 7/27  | 8/26  | 9/24  | 10/24   | 11/23   | 12/22    |           |
| 元中四年（丁卯） | 一月※     | 二月※ | 三月  | 四月※   | 五月  | 閏五月※ | 六月  | 七月※ | 八月  | 九月    | 十月※   | 十一月   | 十二月    |
| 嘉慶元年         | 一月※     | 二月※ | 三月  | 四月※   | 五月  | 閏五月※ | 六月  | 七月※ | 八月  | 九月    | 十月※   | 十一月   | 十二月    |
| ユリウス暦       | 1387/1/21 | 2/19  | 3/20  | 4/19    | 5/18  | 6/17    | 7/16  | 8/15  | 9/13  | 10/13   | 11/12   | 12/11    | 1388/1/10 |
| 元中五年（戊辰） | 一月※     | 二月※ | 三月  | 四月※   | 五月※ | 六月    | 七月※ | 八月  | 九月  | 十月    | 十一月※ | 十二月   |           |
| 嘉慶二年         | 一月※     | 二月※ | 三月  | 四月※   | 五月※ | 六月    | 七月※ | 八月  | 九月  | 十月    | 十一月※ | 十二月   |           |
| ユリウス暦       | 1388/2/9  | 3/9   | 4/7   | 5/7     | 6/5   | 7/4     | 8/3   | 9/1   | 10/1  | 10/31   | 11/30   | 12/29    |           |
| 元中六年（己巳） | 一月      | 二月※ | 三月  | 四月※   | 五月※ | 六月※   | 七月  | 八月※ | 九月  | 十月    | 十一月※ | 十二月   |           |
| 康応元年         | 一月      | 二月※ | 三月  | 四月※   | 五月※ | 六月※   | 七月  | 八月※ | 九月  | 十月    | 十一月※ | 十二月   |           |
| ユリウス暦       | 1389/1/28 | 2/27  | 3/28  | 4/27    | 5/26  | 6/24    | 7/23  | 8/22  | 9/20  | 10/20   | 11/19   | 12/18    |           |
| 元中七年（庚午） | 一月      | 二月  | 三月※ | 閏三月※ | 四月  | 五月※   | 六月※ | 七月  | 八月※ | 九月    | 十月※   | 十一月   | 十二月    |
| 明徳元年         | 一月      | 二月  | 三月※ | 閏三月※ | 四月  | 五月※   | 六月※ | 七月  | 八月※ | 九月    | 十月※   | 十一月   | 十二月    |
| ユリウス暦       | 1390/1/17 | 2/16  | 3/18  | 4/16    | 5/15  | 6/14    | 7/13  | 8/11  | 9/10  | 10/9    | 11/8    | 12/7     | 1391/1/6  |
| 元中八年（辛未） | 一月      | 二月※ | 三月  | 四月※   | 五月  | 六月※   | 七月※ | 八月  | 九月※ | 十月    | 十一月※ | 十二月   |           |
| 明徳二年         | 一月      | 二月※ | 三月  | 四月※   | 五月  | 六月※   | 七月※ | 八月  | 九月※ | 十月    | 十一月※ | 十二月   |           |
| ユリウス暦       | 1391/2/5  | 3/7   | 4/5   | 5/5     | 6/3   | 7/3     | 8/1   | 8/30  | 9/29  | 10/28   | 11/27   | 12/26    |           |
| 元中九年（壬申） | 一月      | 二月※ | 三月  | 四月    | 五月※ | 六月    | 七月※ | 八月※ | 九月  | 十月※   | 閏十月※ | 十一月   | 十二月    |
| 明徳三年         | 一月      | 二月※ | 三月  | 四月    | 五月※ | 六月    | 七月※ | 八月※ | 九月  | 十月※   | 閏十月※ | 十一月   | 十二月    |
| ユリウス暦       | 1392/1/25 | 2/24  | 3/24  | 4/23    | 5/23  | 6/21    | 7/21  | 8/19  | 9/17  | 10/17   | 11/15   | 12/14    | 1393/1/13 |